# Пасишнюк, Наталья Юрьевна
Наталья Юрьевна Пасишнюк (17 сентября 1993, Краснодар) — российская футболистка, защитница.

## Биография
Воспитанница футбольного клуба «Кубаночка», первый тренер — Татьяна Зайцева. С 14-летнего возраста выступала за основной состав «Кубаночки» в первом дивизионе. В 2010 году со своим клубом дебютировала в высшей лиге, где за следующие три сезона провела 53 матча.
После ухода из краснодарского клуба играла за «Олимп» (Новотитаровская) во второй лиге. В одном из матчей Кубка России, в 2015 году против «Екатеринодар-2006» (7:1) забила 4 гола, а всего в розыгрыше Кубка 2015 года забила 5 голов и стала лучшим бомбардиром турнира.
Выступала за юниорскую и молодёжную сборную России, сыграла за них более 30 матчей.

## Личная жизнь
Отец, Юрий Алексеевич (род. 1963) — футболист, сыграл более 250 матчей в профессиональных лигах, впоследствии детский тренер.